# ژرژ سزیا
ژرژ سزیا (فرانسوی: Georges Sesia‎; ۸ ژوئیهٔ ۱۹۲۴ – ۱۲ مهٔ ۲۰۱۶) بازیکن فوتبال اهل فرانسه بود.
از باشگاه‌هایی که در آن بازی کرده‌است می‌توان به باشگاه فوتبال استراسبورگ و باشگاه فوتبال نانسی اشاره کرد.
وی همچنین در تیم ملی فوتبال فرانسه بازی کرده‌است.